# Vasconcellea omnilingua
Vasconcellea omnilingua är en tvåhjärtbladig växtart som först beskrevs av Victor Manuel Badillo, och fick sitt nu gällande namn av Victor Manuel Badillo. Vasconcellea omnilingua ingår i släktet Vasconcellea och familjen Caricaceae. Inga underarter finns listade i Catalogue of Life.